# Morti nel 1970/Aprile
| Questa pagina contiene informazioni ricavate automaticamente dalle voci biografiche con l'ausilio del template Bio e di un bot. L'aggiornamento è periodico e automatico e ricostruisce completamente la pagina. Se manca una persona in questa lista, sei pregato di non aggiungerla, ma accertati piuttosto che la sua voce biografica contenga il template Bio e che i dati anagrafici siano correttamente compilati. Se il template Bio manca, inseriscilo tu stesso o, in alternativa, metti l'avviso {{tmp\|Bio}} che ne segnala la mancanza. Se i dati riportati sono sbagliati, correggi direttamente la voce biografica; le modifiche saranno visibili in questa lista entro pochi giorni. Per chiarimenti vedi il progetto biografie. La lista contiene solo le 90 persone che sono citate nell'enciclopedia e per le quali è stato implementato correttamente il template Bio. Pagina aggiornata al 3 mar 2024. |

- 1º aprile - Luigi Bernasconi, saltatore con gli sci italiano (n. 1909)
- 1º aprile - Ludolf von Alvensleben, militare tedesco (n. 1901)
- 2 aprile - Lew Beck, cestista statunitense (n. 1922)
- 2 aprile - Carla Ronci, personalità religiosa italiana (n. 1936)
- 3 aprile - Nicola di Oldenburg, politico tedesco (n. 1897)
- 3 aprile - Endre Hamvas, arcivescovo cattolico ungherese (n. 1890)
- 4 aprile - Byron Foulger, attore statunitense (n. 1899)
- 4 aprile - Günther Hoffmann-Schönborn, generale tedesco (n. 1905)
- 5 aprile - Karl Graf von Spreti, diplomatico, architetto e politico tedesco (n. 1907)
- 5 aprile - Alfred Sturtevant, genetista e biologo statunitense (n. 1891)
- 5 aprile - Harriet Margaret Louisa Bolus, botanica sudafricana (n. 1877)
- 6 aprile - Maurice Stokes, cestista statunitense (n. 1933)
- 7 aprile - Giorgio Sinigaglia, medico e chirurgo italiano (n. 1886)
- 8 aprile - Felice di Borbone-Parma, principe (n. 1893)
- 8 aprile - Charles D. Hall, scenografo britannico (n. 1888)
- 8 aprile - Hilde Lion, sociologa e educatrice tedesca (n. 1893)
- 8 aprile - Richard Neill, attore statunitense (n. 1875)
- 9 aprile - Arnold Hugh Martin Jones, storico britannico (n. 1904)
- 9 aprile - István Kozma, lottatore ungherese (n. 1939)
- 9 aprile - Paul Malisch, nuotatore tedesco (n. 1881)
- 10 aprile - Franco Garofalo, ammiraglio italiano (n. 1898)
- 10 aprile - Alfred Lergetporer, pallanuotista austriaco (n. 1909)
- 10 aprile - Giovanni Malipiero, tenore italiano (n. 1906)
- 10 aprile - Henri Marchal, architetto e archeologo francese (n. 1876)
- 10 aprile - Mishel Piastro, violinista e direttore d'orchestra statunitense (n. 1891)
- 11 aprile - Jagaddipendra Narayan,  indiano (n. 1915)
- 11 aprile - Rogi André, fotografa ungherese (n. 1900)
- 11 aprile - Mario Merighi, medico e politico italiano (n. 1876)
- 11 aprile - Cathy O'Donnell, attrice statunitense (n. 1923)
- 11 aprile - John Henry O'Hara, scrittore statunitense (n. 1905)
- 12 aprile - Vsevolod Bessonov, militare e marinaio sovietico (n. 1932)
- 12 aprile - Kerstin Thorborg, contralto e mezzosoprano svedese (n. 1896)
- 12 aprile - Arlington Valles, costumista britannico (n. 1886)
- 13 aprile - Giambattista Fanales, politico italiano (n. 1900)
- 14 aprile - Guglielmo Carozzi, presbitero italiano (n. 1880)
- 14 aprile - David Mountbatten, III marchese di Milford Haven, nobile inglese (n. 1919)
- 14 aprile - Don Warnke, cestista e allenatore di pallacanestro statunitense (n. 1920)
- 15 aprile - Fritz Gschweidl, calciatore austriaco (n. 1901)
- 16 aprile - Gennaro Ciaburri, medico e biologo italiano (n. 1881)
- 16 aprile - Richard Neutra, architetto austriaco (n. 1892)
- 16 aprile - Gustavo Serena, attore e regista italiano (n. 1882)
- 17 aprile - Alessio I, monaco cristiano e arcivescovo ortodosso russo (n. 1877)
- 17 aprile - Domenico Gnoli, pittore, illustratore e scenografo italiano (n. 1933)
- 17 aprile - Milton Kibbee, attore statunitense (n. 1896)
- 18 aprile - Angelo Brugnoli, presbitero e sindacalista italiano (n. 1872)
- 18 aprile - Don Finlay, ostacolista e velocista britannico (n. 1909)
- 18 aprile - Michał Kalecki, economista polacco (n. 1899)
- 19 aprile - Benjamin Bradshaw, lottatore statunitense (n. 1879)
- 19 aprile - Aimo Lahti, inventore finlandese (n. 1896)
- 19 aprile - Jia Ruskaja, danzatrice e coreografa russa (n. 1902)
- 19 aprile - Goffredo Tonini, generale italiano (n. 1898)
- 20 aprile - Paul Celan, poeta rumeno (n. 1920)
- 20 aprile - Héctor García Godoy, politico dominicano (n. 1921)
- 20 aprile - Silvio Secchi, allenatore di calcio e calciatore italiano (n. 1890)
- 21 aprile - Leroy Brown, altista statunitense (n. 1902)
- 21 aprile - Earl Hooker, chitarrista statunitense (n. 1929)
- 21 aprile - János Köves, calciatore ungherese (n. 1905)
- 21 aprile - Paul-Otto Schmidt, funzionario tedesco (n. 1899)
- 22 aprile - Stanley Benham, bobbista statunitense (n. 1913)
- 22 aprile - Horace Davey, regista e attore statunitense (n. 1889)
- 22 aprile - Malcolm Sayer, designer inglese (n. 1916)
- 22 aprile - Carlo Scarfoglio, giornalista italiano (n. 1887)
- 23 aprile - Carlo Arnaudi, agronomo e politico italiano (n. 1899)
- 23 aprile - Renato Avanzinelli, scultore italiano (n. 1908)
- 23 aprile - Giuseppe Chiariello, carabiniere italiano (n. 1924)
- 23 aprile - Adeline Genée, ballerina britannica (n. 1878)
- 23 aprile - Franco Varisco, calciatore e arbitro di calcio italiano (n. 1887)
- 23 aprile - Lillian West, attrice statunitense (n. 1886)
- 24 aprile - Adriana Guerrini, soprano italiano (n. 1907)
- 24 aprile - Otis Spann, pianista e cantante statunitense (n. 1930)
- 25 aprile - Virginio Bianchi, pittore italiano (n. 1899)
- 25 aprile - Antonio Candini, ciclista su strada italiano (n. 1892)
- 25 aprile - Raffaele Guariglia, diplomatico e politico italiano (n. 1889)
- 25 aprile - Anita Louise, attrice statunitense (n. 1915)
- 26 aprile - Francisco Cunha Leal, politico portoghese (n. 1888)
- 26 aprile - Charles January, calciatore statunitense (n. 1888)
- 26 aprile - Gypsy Rose Lee, ballerina e attrice statunitense (n. 1911)
- 27 aprile - Italo Bargagna, politico italiano (n. 1889)
- 27 aprile - Wilhelm Fahrmbacher, generale tedesco (n. 1888)
- 27 aprile - Arthur Shields, attore irlandese (n. 1896)
- 27 aprile - Ilario Tabarri, partigiano e antifascista italiano (n. 1917)
- 28 aprile - Ed Begley, attore statunitense (n. 1901)
- 28 aprile - Quinto Bucci, politico italiano (n. 1912)
- 28 aprile - Tofigh Jahanbakht, lottatore iraniano (n. 1931)
- 29 aprile - Forrest DeBernardi, cestista statunitense (n. 1899)
- 29 aprile - Maxwell Deacon, hockeista su ghiaccio canadese (n. 1910)
- 30 aprile - Hall Johnson, attore e cantante statunitense (n. 1888)
- 30 aprile - Antonino Matranga, mafioso italiano (n. 1905)
- 30 aprile - Jacob Presser, storico, scrittore e docente olandese (n. 1899)
- 30 aprile - Inger Stevens, attrice svedese (n. 1934)